# Kavkaz, Bereznehuvate
Kavkaz (în ucraineană Кавказ) este un sat în comuna Lepetîha din raionul Bereznehuvate, regiunea Mîkolaiiv, Ucraina.

## Demografie
Componența lingvistică a localității Kavkaz
     Ucraineană (88,94%)
     Rusă (10,6%)
     Alte limbi (0,46%)
Conform recensământului din 2001, majoritatea populației localității Kavkaz era vorbitoare de ucraineană (88,94%), existând în minoritate și vorbitori de rusă (10,6%).